# Заслуга рядового Пантелеева
«Заслуга рядового Пантелеева» — первый рассказ русского писателя Александра Грина, опубликованный в 1906 году в виде отдельной брошюры.

## Сюжет и история текста
В рассказе описывается карательная операция русской армии против крестьян во время революции 1905 года. Рядовой Пантелеев по приказу пьяного офицера убивает ни в чём не повинного крестьянина.
В 1906 году 26-летний Александр Гриневский был членом партии эсеров. Партийное руководство поручило ему написать агитационный текст, и в результате появился рассказ «Заслуга рядового Пантелеева» — первое произведение писателя. Книгоиздательство Мягкова опубликовало рассказ в виде отдельной брошюры, причём автор был обозначен инициалами — А. С. Г. (псевдоним Александр Грин появился позже). Весь тираж был арестован в типографии и уничтожен властями, так что Грин до самой смерти считал текст утраченным. Однако случайно сохранились несколько экземпляров, один из которых был найден в 1960 году в архиве. После этого рассказ был переиздан.
Гриневский получил от издательства за своё первое произведение внушительный гонорар в 75 рублей, и это наверняка подтолкнуло его к более упорным занятиям литературным трудом.